# Bellou-sur-Huisne
Bellou-sur-Huisne är en kommun i departementet Orne i regionen Normandie i nordvästra Frankrike. Kommunen ligger i kantonen Rémalard som tillhör arrondissementet Mortagne-au-Perche. År 2013 hade Bellou-sur-Huisne 425 invånare.

## Befolkningsutveckling
Antalet invånare i kommunen Bellou-sur-Huisne
| Referens: INSEE |